# Gjirokastër
Gjirokastër (eller Gjirokastra) er en by med ca. 19.836 (2011) indbyggere, som ligger ved floden Drinos i præfekturet Gjirokastër (præfektur) det sydlige Albanien.
Den historiske bydel i Gjirokastra er på UNESCOs liste over verdensarvsområder som et sjældent eksempel på en velbevaret osmannisk by. Borgen fra 1200-tallet er omdrejningspunkt for byen. Omkring borgen ligger mange borghuse, på tyrkisk: kule. Udover husene ligger der også en basar, en moske fra 1800-tallet og to kirker fra samme periode